# Bitka pri Nordkapu
Bitka pri Nordkapu (angleško: Battle of North Cape) je bila pomorska bitka druge svetovne vojne v kateri je britanska mornarica 26. decembra 1943 nedaleč od Nordkapa na Norveškem potopila nemško križarko Scharnhorst.

## Dogajanje pred bitko
Po nemškem napadu na Sovjetsko zvezo (SZ) so se zahodni zavezniki odločili, da bodo Rusom pomagali z vojaškim materialom. Takrat so v SZ vodile le tri poti, preko Vladivostoka, mimo Norkapa v Murmansk in Arhangelsk ter preko Irana. Najmanj nevarna pot je vodila do Vladivostoka vendar je bila ta tudi najdaljša saj je bila rusko-nemška fronta na drugi strani Sibirije kar je pomenilo, da je bilo vso opremo potrebno pripeljati s transibirsko železnico. Najkrajša pot pa je vodila do Murmanska in Arhangelska. Ta pot je bila najbolj nevarna tako iz vidika narave kot tudi delovanja nemških vojnih ladij ter letalstva. Med avgustom 1941 in majem 1945 je proti SZ odplulo 78 konvojev z več kot 1.400 ladjami. Sprva Nemci tem konvojem niso posvečali velike pozornosti zato so šele v začetku leta 1942 začeli delovati proti njim tako, da so začeli postavljati mine. Nekoliko pozneje pa so se, dokaj neuspešno, na konvoje spravile tudi podmornice in površinske ladje. Več sreče je imelo le nemško vojno letalstvo.
Da bi Nemci enkrat za vselej prekinili dostavo pomoči SZ so Nemci sprožili operacijo Ostfront s katero bi uničili konvoj JW 55B, ki ga je sestavljalo devetnajst trgovskih ladij ter devet ladij za varovanje. Proti konvoju so poslali  križarko  Scharnhorst, ki je bila skupaj z bojno ladjo Tirpitz zasidrana v Alta fjordu. V bližini konvoja je bil še konvoj RA 55A za katerega Nemci niso vedeli in se je vračal iz SZ. Konvoj je sestavljalo 22 ladij ter še devet spremljevalnih ladij. Nemci tudi niso vedeli da je v bližini obeh konvojev močna skupina britanskih bojnih ladij.

## Spopad
Na dan bitke, 26. decembra 1943,  je bilo v okolici Nordkapa izredno slabo vreme, zato nemška Luftwaffe ni morala določiti položaja konvoja, ki so ga želeli Nemci napasti. Da bi si Nemci povečali možnosti pri iskanju pobeglega konvoja se je od nemške bojne skupine ločilo pet rušilcev in se odpravilo na lov proti jugu. Medtem so Angleži izvedeli za nemške namere in so spremenili pot konvoja. Proti  Scharnhorstu, ki sedaj nima spremstva rušilcev pa so poslali močno skupino bojnih ladij. Do prvega stika  med ladjami je prišlo okoli devete ure zjutraj. Že  v samem začetku bitke je bila  Scharnhorst dvakrat zadeta, ena izmed granat je zadela radar ter ga onesposobila tako, da je bila Scharnhorst praktično slepa v močnem snežnem neurju. Nemški topničarji so si morali pri merjenju pomagati z bliski sovražnikovih topov kar pa je še dodatno oteževalo njihovo merjenje saj so Britanci uporabljali novo potisno polnjenje za granate, ki je pri gorenju oddajala izredno malo svetlobe. Ker so Nemci vedeli, da nimajo možnosti za zmago so se obrnili proti jugu nato pa severo-zahodno, da bi obkrožili sovražnika. Vendar jih ta manever ni rešil saj so ponovno prišli pred topove britanskih križark. Ponovno je prišlo do bitke v kateri je bila poškodovana britanska križarka  HMS Norfolk. Zaradi poškodb so se Nemci odločili, da se  Scharnhorst dokončno umakne iz bojev, preostali rušilci pa nadaljujejo z napadom na konvoj JW 55B, ki ga je pred kratkim odkrila nemška podmornica.
Med begom britanske ladje vztrajno zasledujejo  Scharnhorst, dokler jo ob 16.45 dokončno dohitijo in nanjo odprejo ogenj. Prva salva iz ladje HMS Duke of York na nemški ladji uniči sprednjo topniško kupolo, druga pa hangar za vodna letala. Nemška ladja se je nato med begom obrnila proti severu kjer jo prestrežeta HMS Norfolk in HMS Belfast, nato pa proti vzhodu. Kmalu zatem je usoda nemške križarke zapečatena. Granata iz ladje  Duke of York  prileti direktno v strojnico nemške križarke ter jo poškoduje tako, da se je hitrost ladje občutno zmanjšala. Zdaj ladjo lahko dohitijo tudi britanski rušilci in jo neusmiljeno torpedirajo. Spopadu se je nato pridružila še ladja HMS Jamaica. Scharnhorst je sedaj obkoljena ter brez izhoda. Po številnih zadetkih torpedov se je ob 19.45 prevrnila ter potopila s skoraj vso posadko. Iz ledeno mrzlega morja so potegnili le 36 nemških mornarjev.

## Dogodki po bitki
Izguba  Scharnhorst je bila za Nemce hud udarec, saj sedaj na Norveškem razen bojne ladje Tirpitz niso imeli več nobene križarke, ki bi lahko resneje ogrožala zavezniške arktične konvoje. Med bitko se je izkazala pomembnost radarja s pomočjo katerega so Britanci v slabem vremenu našli nemško ladjo, te sreče Nemci niso imeli saj je bil njihov radar uničen že na začetku bitke tako da so ostali praktično slepi ter na milost in nemilost prepuščeni premočnemu britanskemu ladjevju.